# Selección femenina de rugby 7 de Trinidad y Tobago
La selección femenina de rugby 7 de Trinidad y Tobago es el equipo representativo de Trinidad y Tobago en los torneos de la modalidad de 7 jugadoras.

## Participación en copas
| - no ha clasificado - Serie Mundial 12-13: 18º puesto - Río 2016: no clasificó - Tokio 2020: no clasificó - Toronto 2015: no clasificó - Lima 2019: 8º puesto - Veracruz 2014: 5º puesto - Barranquilla 2018: no clasificó - San Salvador 2023: 6º puesto | - Garrison Savannah 2005: 2° puesto - Garrison Savannah 2006: 3° puesto - Nassau 2007: Sin datos - Nassau 2008: 4° puesto - Georgetown 2010: 2° puesto - Garrison Savannah 2011: 3° puesto - Ottawa 2012: 2° puesto - George Town 2013: 3° puesto - Ciudad de México 2014: 2° puesto - Cary 2015: 3° puesto - Port of Spain 2016: 3° puesto - Ciudad de México 2017: 4° puesto - Saint James 2018: 2° puesto - George Town 2019: 4° puesto |